# 鞠思敏
鞠思敏（1872年—1944年），名承颖，字思敏，山东威海榮成人，中國教育家。

## 生平
1906年加入同盟会，1913年成为山东高等师范学校校长，同年创立济南正谊中学。由於他推廣教育的貢獻，被稱作「山东的蔡元培」。